# N-acetilgalaktozamin-N,N'-diacetilbacillosaminil-difosfo-undekaprenol 4-alfa-N-acetilgalaktozaminiltransferaza
N-acetilgalaktozamin-'-diacetilbacillosaminil-difosfo-undekaprenol 4-alfa--acetilgalaktozaminiltransferaza (EC 2.4.1.291, PglJ) je enzim sa sistematskim imenom UDP-N-acetil-alfa--galaktozamin:N-acetilgalaktozaminil-alfa-(1->3)-N,N'-diacetil-alfa-D-bacilozaminil-difosfo-tritrans,heptacis-undekaprenol 3-alfa-N-acetil--galaktozaminiltransferaza. Ovaj enzim katalizuje sledeću hemijsku reakciju
UDP--acetil-alfa--galaktozamin + N-acetil--galaktozaminil-alfa-(1->3)--diacetil-alfa--bacillosaminil-difosfo-tritrans,heptacis-undekaprenol {\displaystyle \rightleftharpoons } UDP + N-acetil--galaktozaminil-alfa-(1->4)-N-acetil--galaktozaminil-alfa-(1->3)--diacetil-alfa--bacillosaminil-difosfo-tritrans,heptacis-undekaprenol
Ovaj enzim je izolovan iz Campylobacter jejuni.

## Literatura
- Nicholas C. Price; Lewis Stevens (1999). Fundamentals of Enzymology: The Cell and Molecular Biology of Catalytic Proteins (Third изд.). USA: Oxford University Press. ISBN 019850229X.
- Eric J. Toone (2006). Advances in Enzymology and Related Areas of Molecular Biology, Protein Evolution (Volume 75 изд.). Wiley-Interscience. ISBN 0471205036.
- Branden C; Tooze J. Introduction to Protein Structure. New York, NY: Garland Publishing. ISBN 0-8153-2305-0.
- Irwin H. Segel. Enzyme Kinetics: Behavior and Analysis of Rapid Equilibrium and Steady-State Enzyme Systems (Book 44 изд.). Wiley Classics Library. ISBN 0471303097.

## Spoljašnje veze
- N-acetylgalactosamine-N,N'-diacetylbacillosaminyl-diphospho-undecaprenol+4-alpha-N-acetylgalactosaminyltransferase на 